# ケニア航空431便墜落事故
ケニア航空431便墜落事故とは2000年1月30日に大西洋で発生した航空事故である。事故原因は失速警報の誤作動とそれによるパイロットの操縦ミスだった。

## 事故の概要
2000年1月30日、ケニア航空431便はエアバスA310-304（機体記号：5Y-BEN）（機体愛称：Harambee Star）で運行されていた。ケニアのナイロビを出発し、ナイジェリアのラゴスを経由しコートジボワールのアビジャンに向かう予定であった。しかしその日は砂嵐であったため、まずナイロビからアビジャンに直行し、その後ラゴスに向かうことになった。
- 15:15にアビジャンに到着した。その後準備を行い21:00に離陸許可を受け、高度4,000フィートまでの上昇許可を得た。
- 21:08:18に離陸を開始した。このとき副操縦士が操縦していた。
- 21:08:57に副操縦士が「正の上昇率(positive rate of climb)、ギアアップ」と告げた。この直後に高度300フィートで失速警報が作動し、おそらくスティックシェイカーが起動した[1]。機長はギアアップの要求を実行していなかった。副操縦士は警報に対する反応として操縦桿を前に押した。副操縦士は失速警報を解除するように依頼した。地上接近警報が作動したが直後に停止し、フラップが降りた状態で速度が出すぎたので速度超過警報が作動した。直後に機長が「上げろ！」と叫んだ。
- 21:09:24に機体は210ノットで空港から2.8kmの海面に激突した。
- 墜落直後にモーターボートと漁船が7人の生存者（ナイジェリア人3人、ケニア人1人、ガンビア人1人、インド人1人）を救助した。フランス人の生存者1人は自力で岸まで泳ぎ着いた。救助された生存者は12人だったが2人が病院で死亡し、最終的な生存者は10人となり、そのほとんどが海面に流れ出たジェット燃料により火傷（化学熱傷）を負った。

この事故はコートジボワール最悪の航空事故となり、2021年2月現在も更新されていない。さらに、A310型機の事故においても最悪のものとなっている。

## 事故原因
事故原因は離陸直後に副操縦士が失速警報をとめるために降下させたことだった。実際には機体は失速しておらず誤警報であった。
実際、航空会社が使用しているFCOM（フライトクルーオペレーティングマニュアル）は、低高度（スティックシェーカーの作動）でストール警告が発生した場合、安全な飛行経路の維持に直接的な脅威とみなすべきであると述べている。差し迫った失速の最初の兆候またはスティックシェーカーの作動時には、スラストレバーをTOGA位置（最大推力）にし、ピッチ角を下げ、翼を水平にし、スピードブレーキが格納されていることを確認する必要がある。調査ではパイロットの飛行がピッチ角を下げたが、エンジンにTOGA推力を適用しなかったことが明らかになった。しかし乗組員が他の2つの行動、すなわち翼を水平にし、スピードブレーキが格納されたことを確認すること、を行ったかどうかを判断することができなかった。
仮にこれら操作をしていれば墜落は回避できた可能性が高い。失速警報と速度超過警報のほうが優先度が高かったために地上接近警報は墜落直前まで作動しなかった。昼間であれば外部視界を確認できたが夜間だったため、機体はそのまま海に墜落した。